# Groß-Gerau
Groß-Gerau é uma cidade da Alemanha, no estado do Hesse. Fica situada no vale alto do Reno, tem indústrias metalúrgica, farmacêutica. de instrumentos musicais e alimentar.

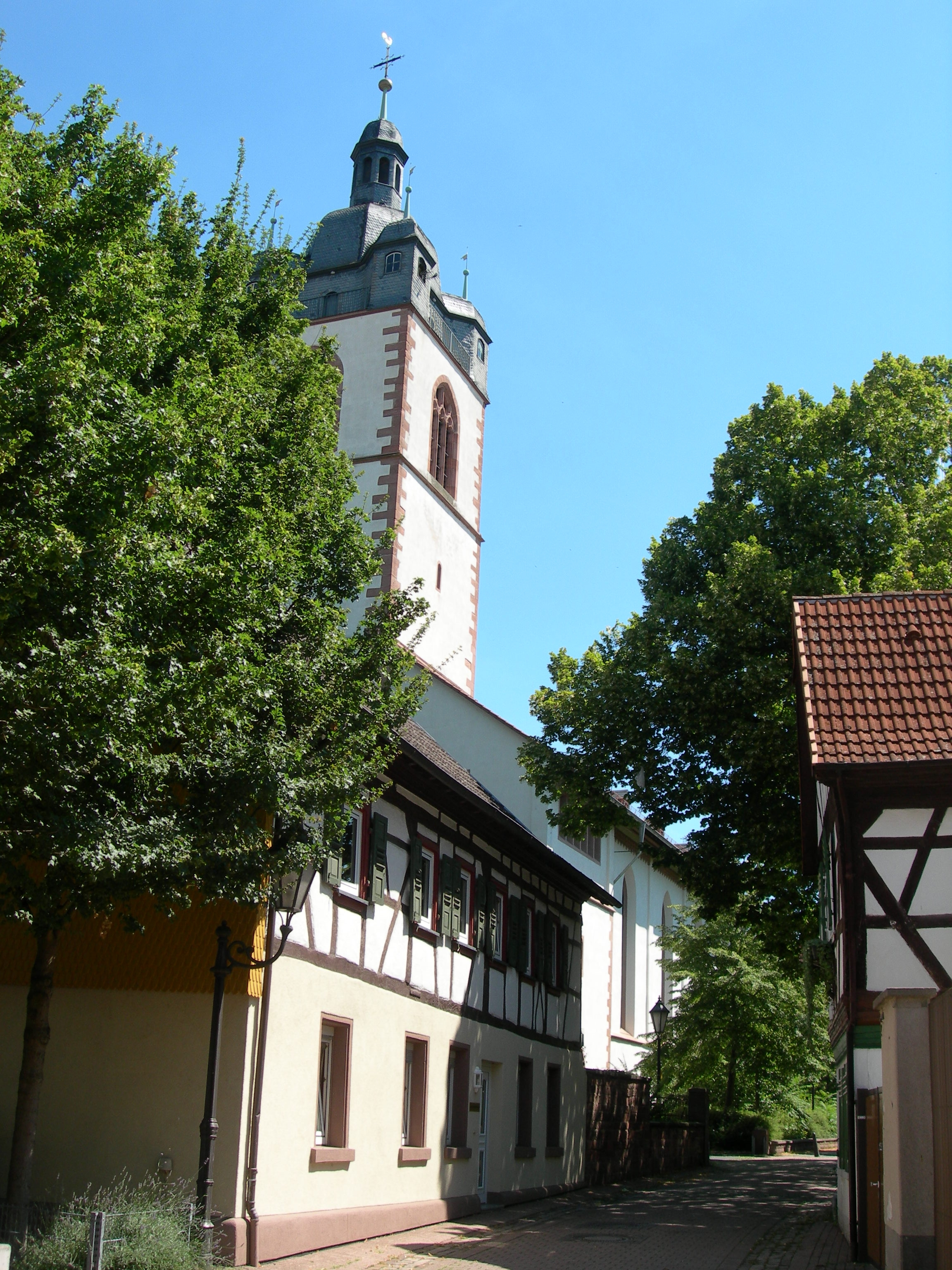
Igreja Evangélica
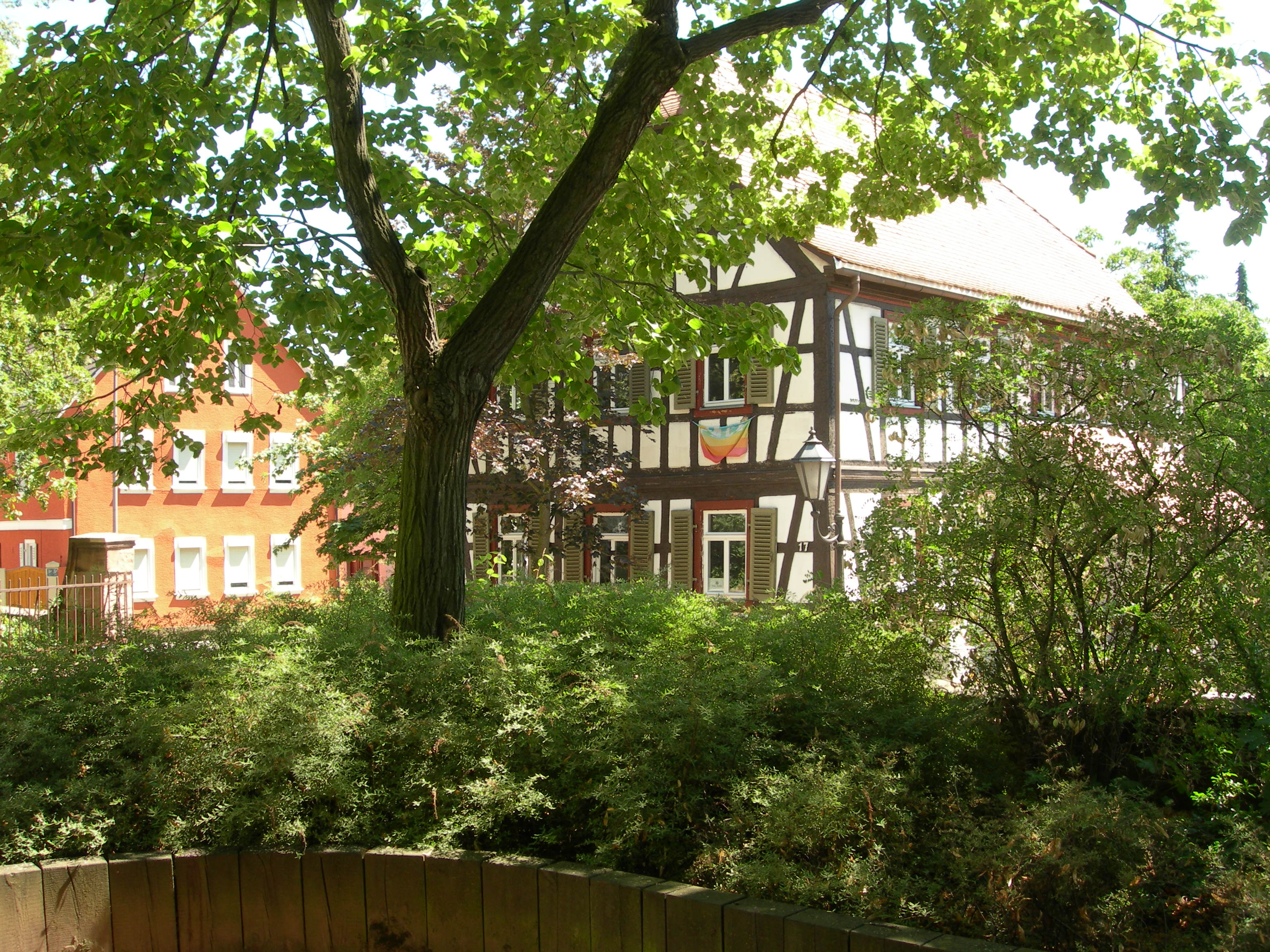
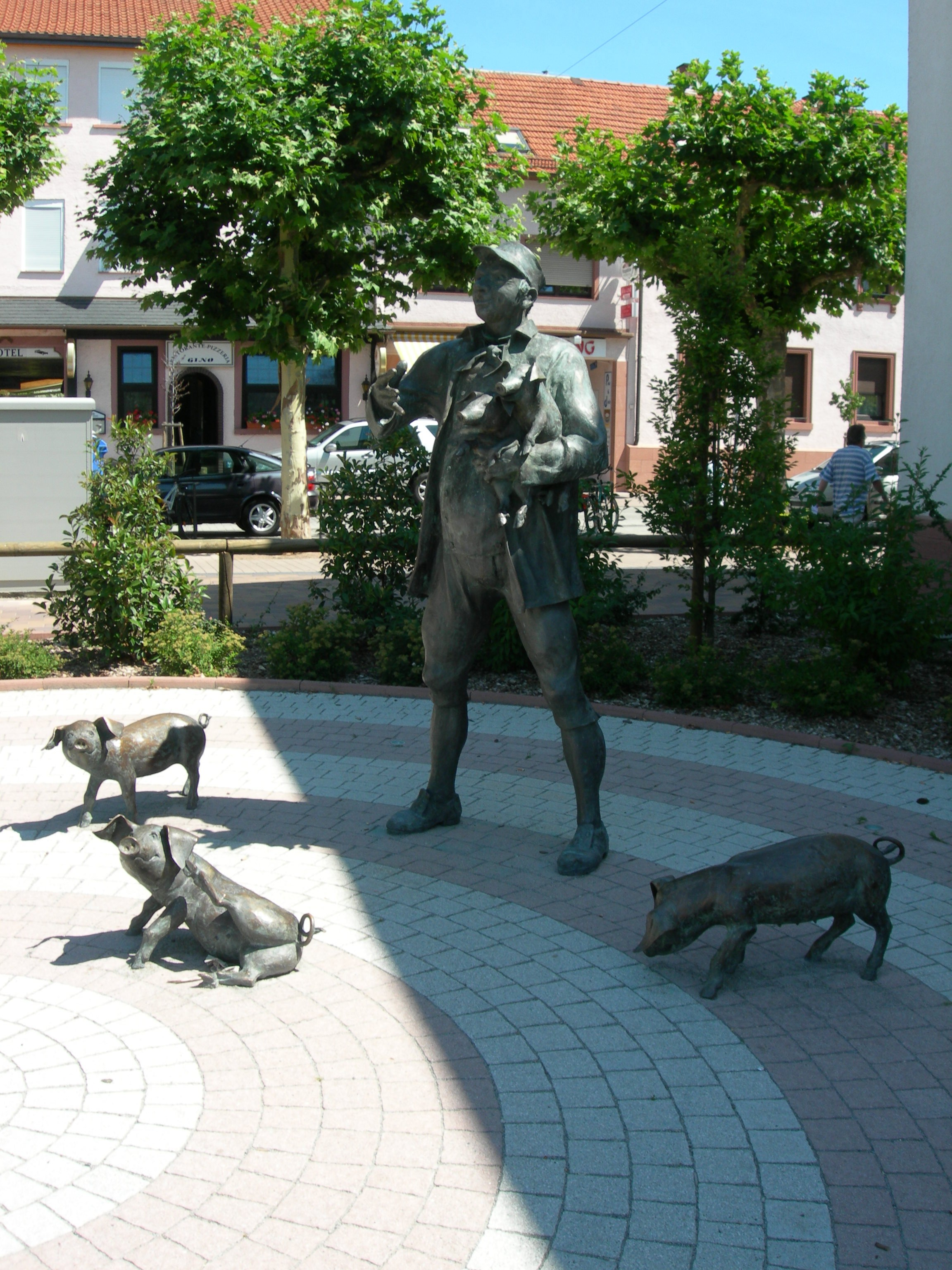
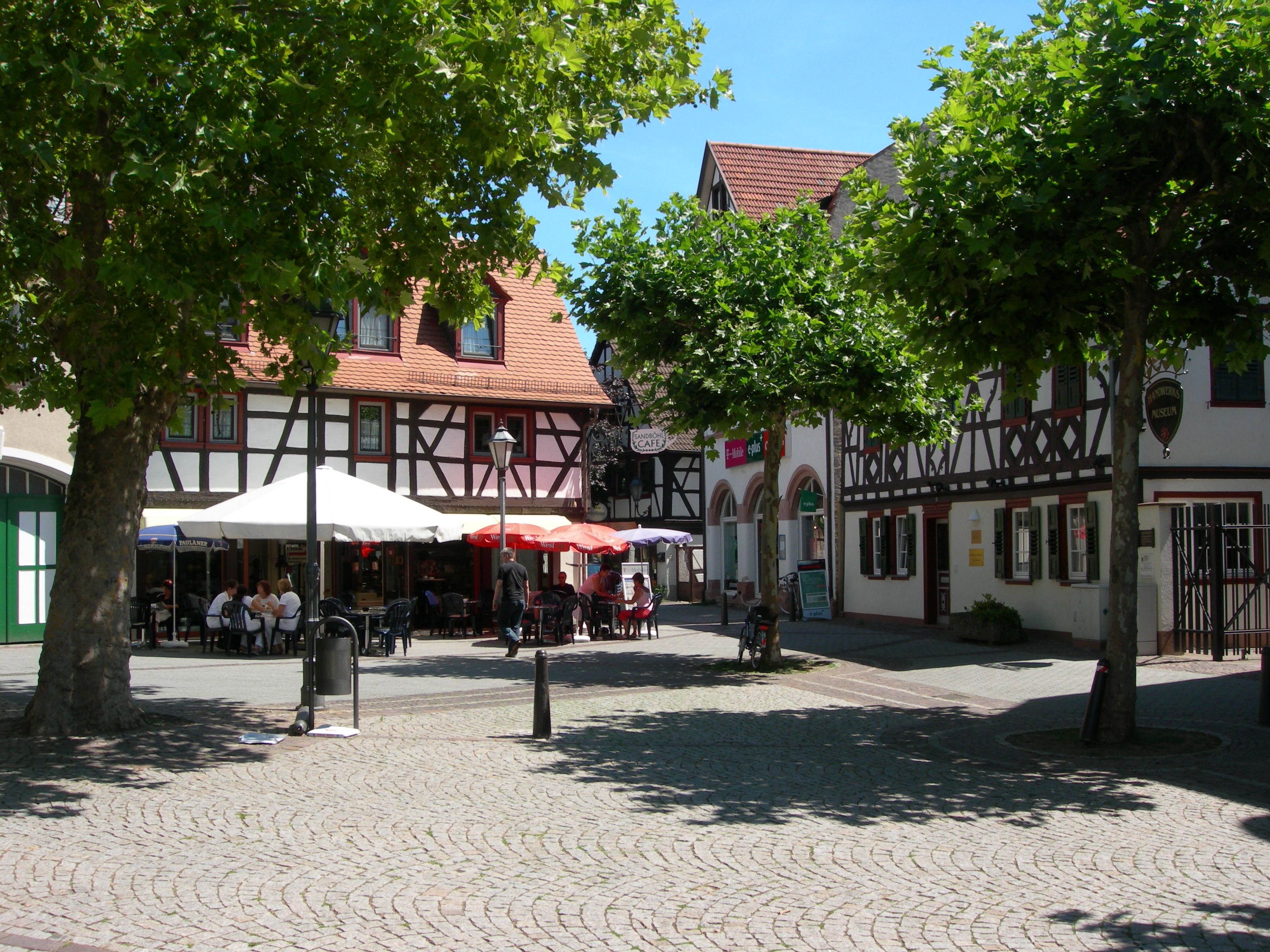
casas históricas
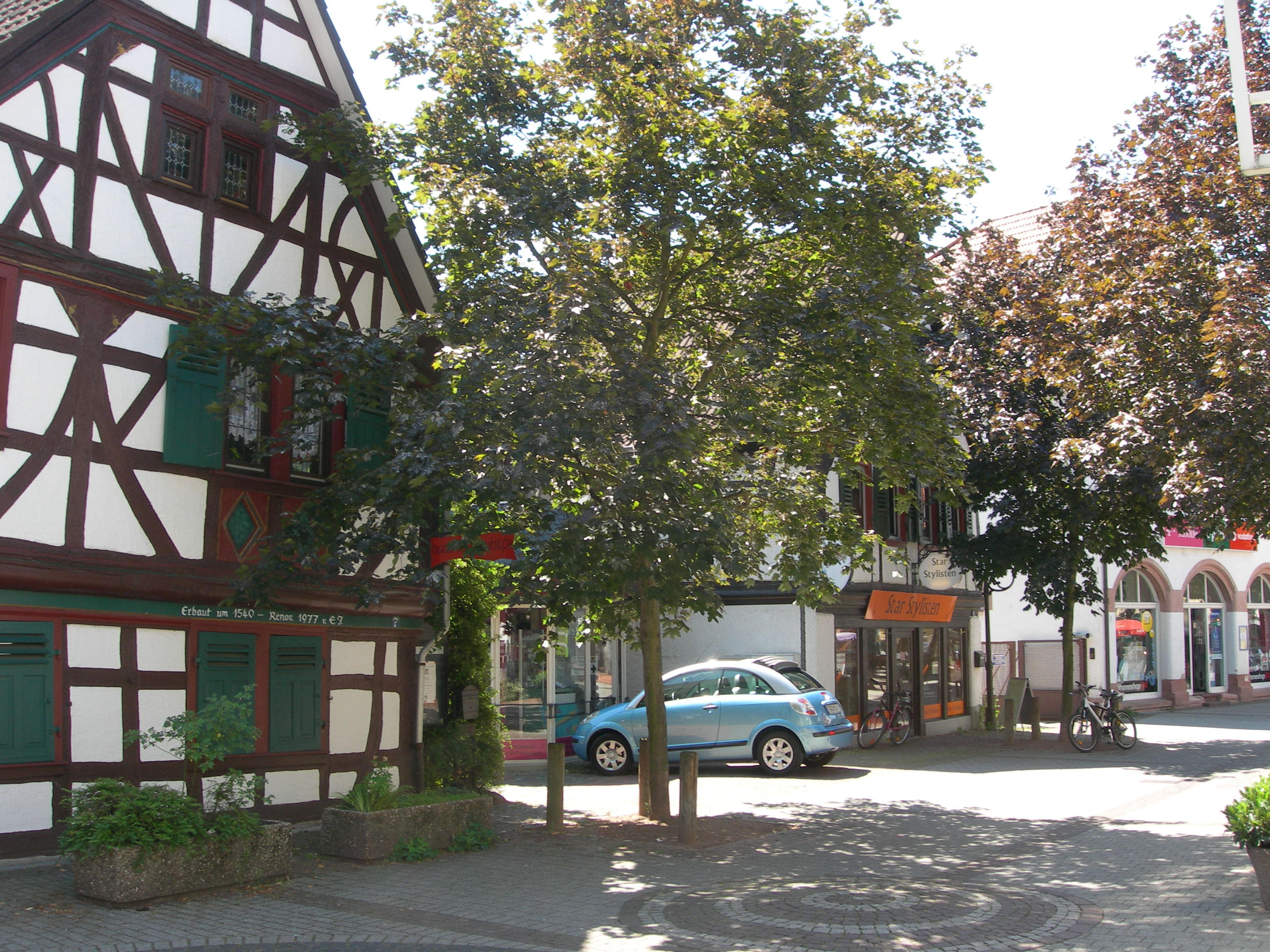
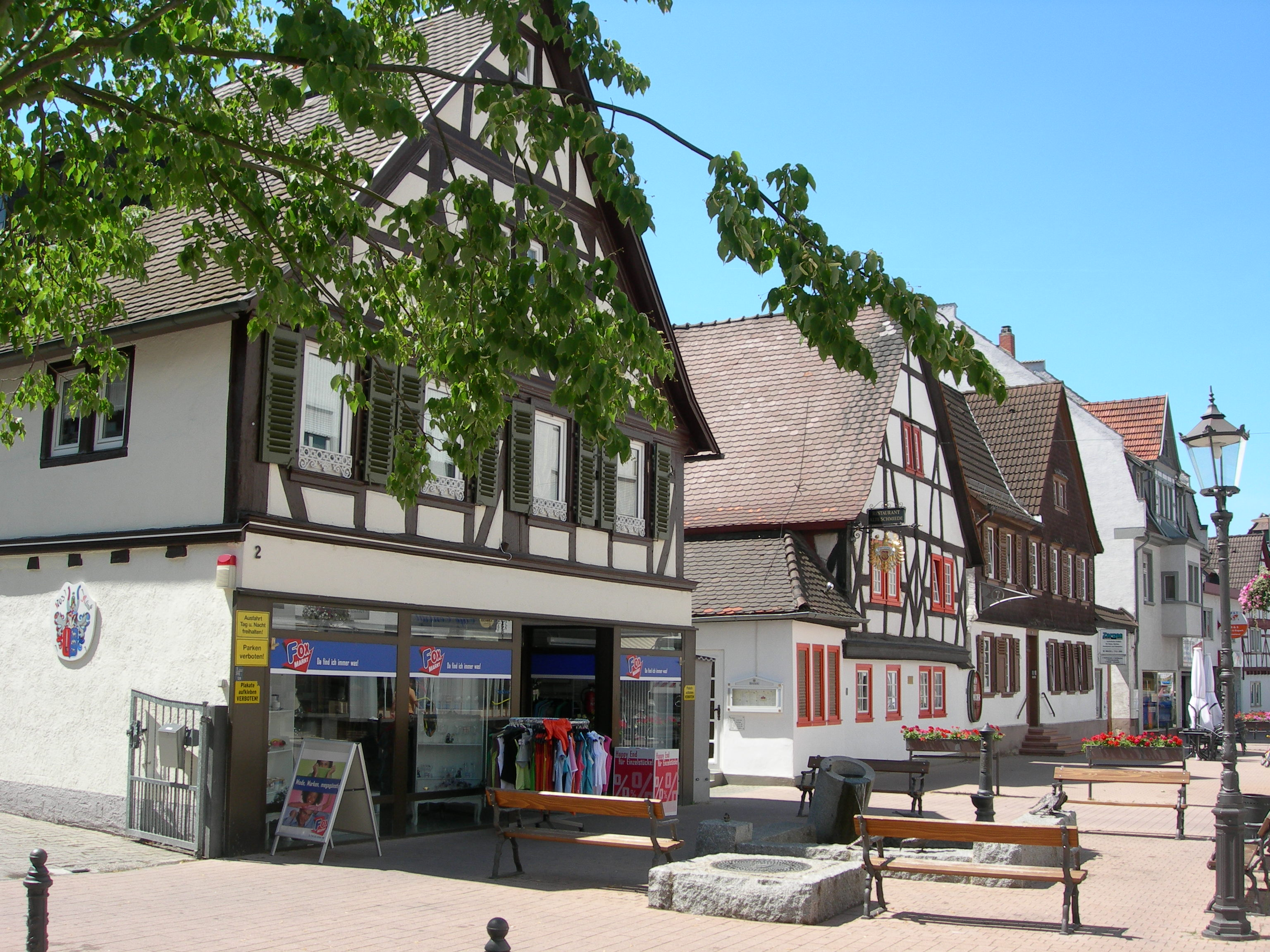
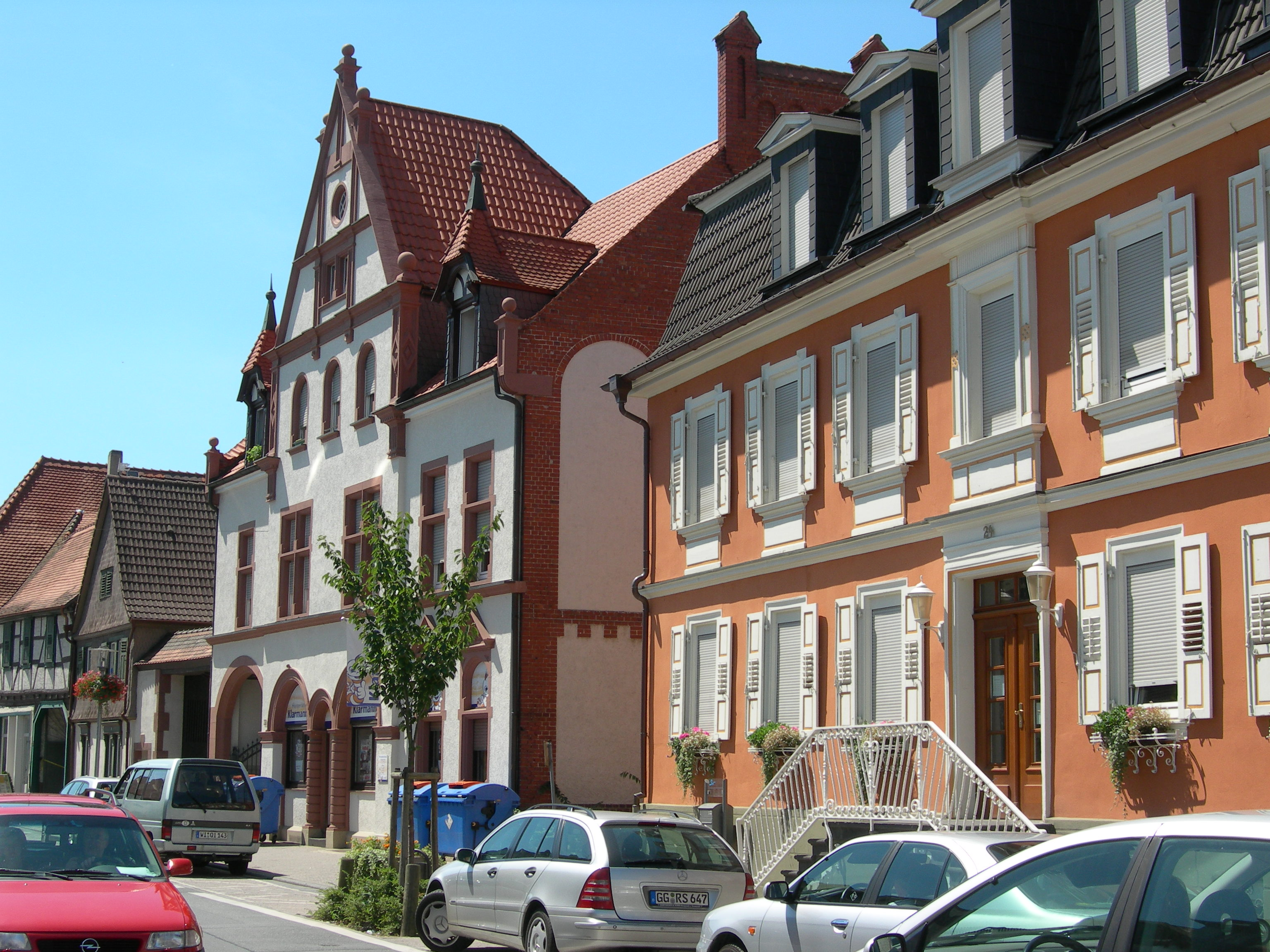
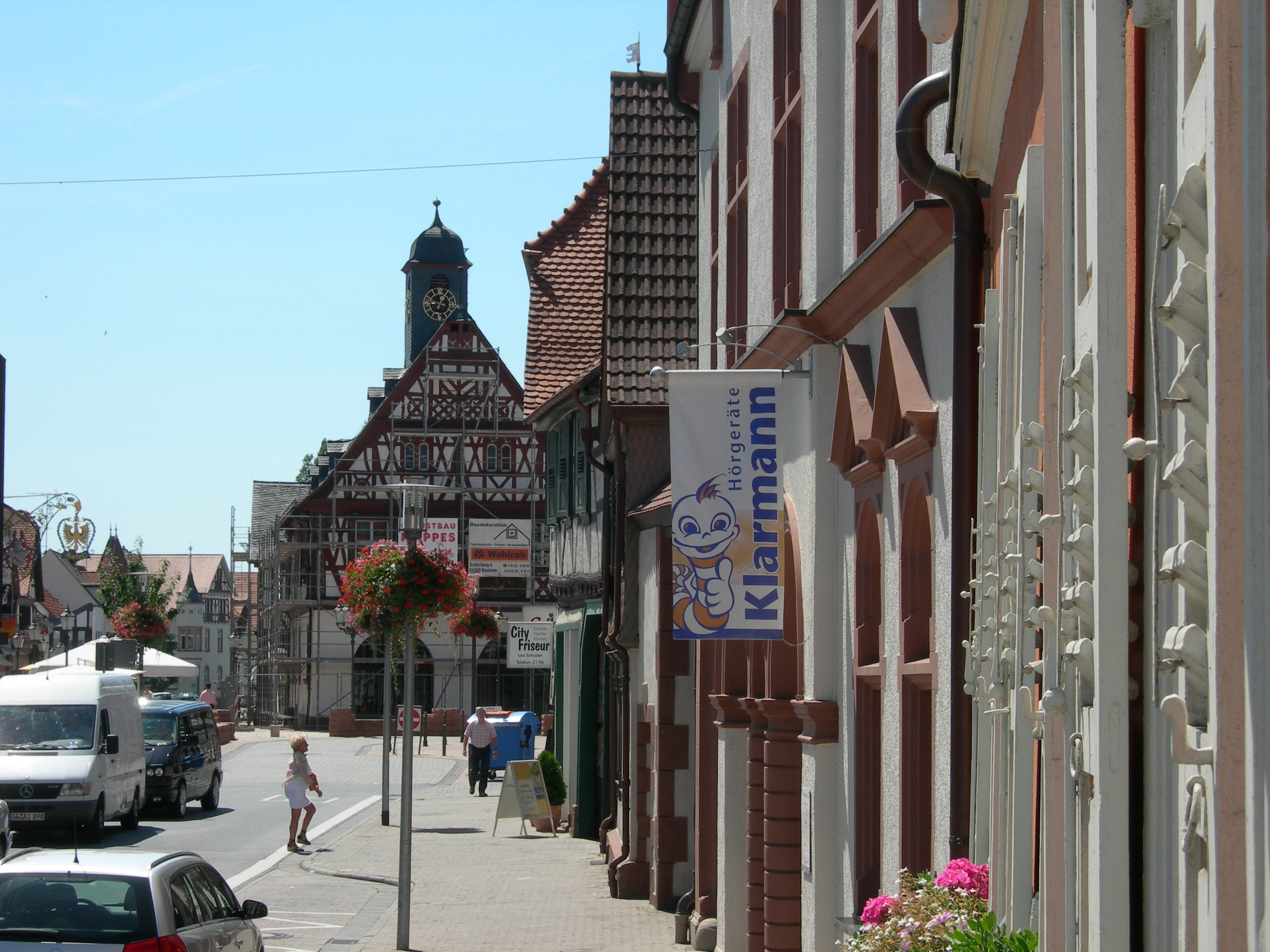